# 三昧堂創意木偶團隊

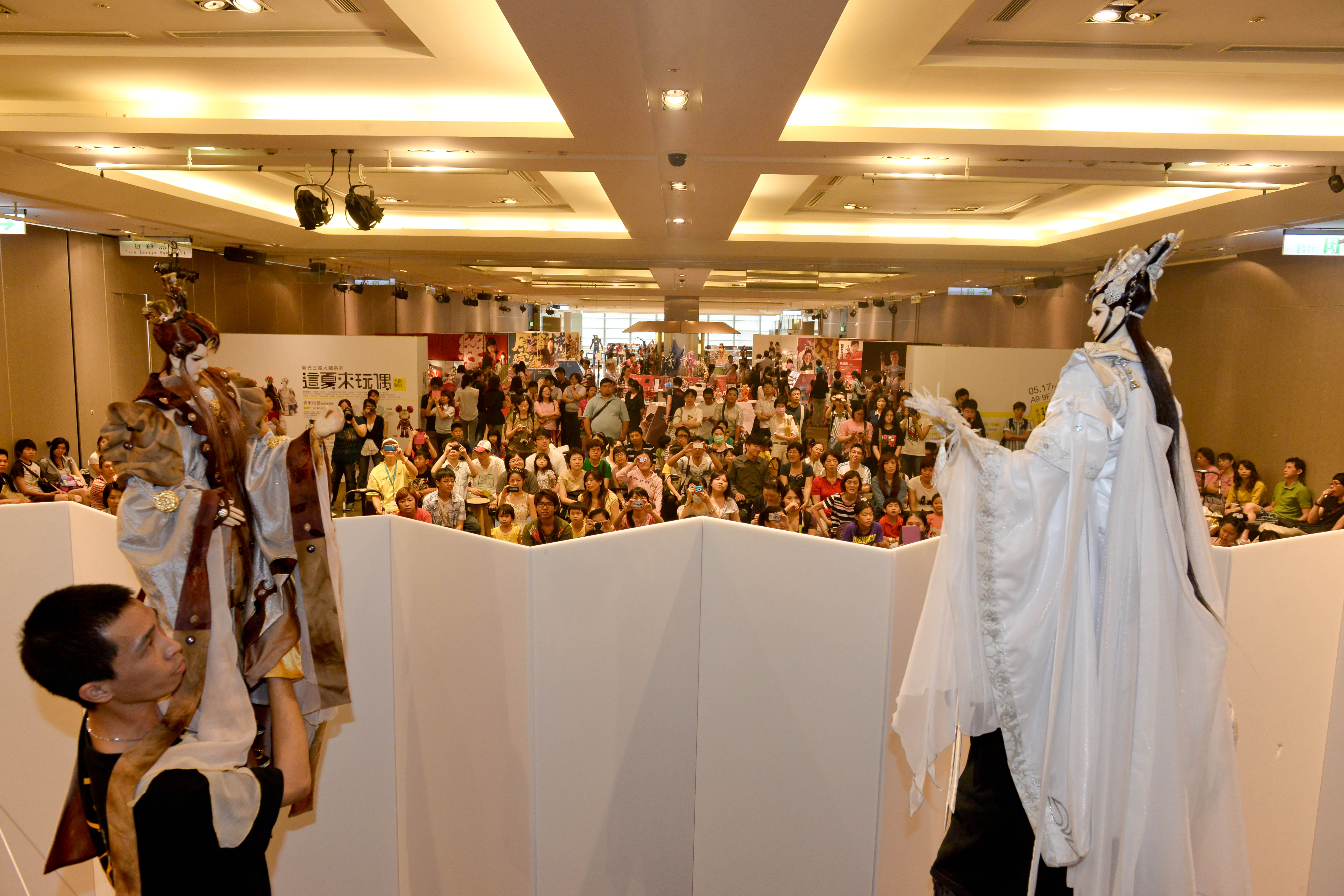
三昧堂新光三越台北信義店演出

三昧堂創意木偶團隊（SamadhiTang Creative Puppet Troupe），是台灣的布袋戲創作團體，從打版、造型、偶衣縫製、兵器製作、編劇、演出、拍電影、宣傳、辦活動等，皆由團隊成員一手包辦。表演型態為巡迴台灣展出，除各縣市的文化局／文化中心展出外，最常有的展場是台灣各地的新光三越百貨；並曾多次至國外進行展覽及演出 ，最遠曾受邀至英國倫敦展演。目前駐館於嘉義縣表演藝術中心，經常舉辦戲偶展覽、布袋戲道具手作坊。自2016年開始每年舉辦「來嘉玩偶」創藝布袋戲嘉年華，成立台灣第一所木偶醫院，為各地戲迷維修布袋戲偶，並在各級學校教授布袋戲相關課程。

## 命名
「三昧」一詞源於佛經用語（samadhi），意為等持、正定、正心行處等。2011年三昧堂於嘉義市文化局首次展覽時使用，之後正式申請立案為教育文化團體。

## 演出作品

### 布袋戲音樂劇
| 劇名                 | 音樂演出                    | 首演日期       | 首演地點                   |
| -------------------- | --------------------------- | -------------- | -------------------------- |
| 冬之戲曲樂－時空幻想 | 迴響樂集                    | 2015年12月6日  | 嘉義縣表演藝術中心芙蕖廳   |
| 紅顏                 | 迴響樂集                    | 2017年2月11日  | 嘉義縣表演藝術中心實驗劇場 |
| 紅塵追想             | 迴響樂集 嘉義大學蘭潭國樂團 | 2017年5月29日  | 嘉義縣表演藝術中心演藝廳   |
| 春雨                 | 迴響樂集                    | 2017年7月16日  | 嘉義縣表演藝術中心實驗劇場 |
| 柔琴似水             | 迴響樂集                    | 2018年4月15日  | 嘉義縣表演藝術中心實驗劇場 |
| 龍鳳奇緣             | 迴響樂集                    | 2018年9月30日  | 嘉義縣表演藝術中心實驗劇場 |
| 圓                   | 迴響樂集                    | 2019年9月8日   | 嘉義縣表演藝術中心實驗劇場 |
| 鳯鳴櫻舞             | 嘉義民族管弦樂團            | 2019年10月12日 | 阿里山賓館、阿里山受鎮宮   |
| 掛帥北征             | 迴響樂集                    | 2020年9月6日   | 嘉義縣表演藝術中心實驗劇場 |
| 音樂蒙太奇：青梅煮酒 | 植心樂集                    | 2022年1月8日   | 臺中國家歌劇院中劇院       |
| 神醫墨浪             | 迴響樂集                    | 2022年2月13日  | 嘉義縣表演藝術中心實驗劇場 |
| 公孫長歌             | 迴響樂集                    | 2023年9月10日  | 嘉義縣表演藝術中心實驗劇場 |
| 柔琴似水II 希望      | 迴響樂集                    | 2024年9月1日   | 嘉義縣表演藝術中心實驗劇場 |

### 布袋戲電影
| 片名       | 首映時間       | 導演                           | 編劇               | 拍攝片場           |
| ---------- | -------------- | ------------------------------ | ------------------ | ------------------ |
| 三昧創世錄 | 2018年11月25日 | 王文志、蘇軒賓、莊謦瑋         | 嚴仁鴻（小金老師） | 嘉義縣表演藝術中心 |
| 柔琴似水 I | 2020年9月30日  | 王文志、蘇軒賓、莊謦瑋         | 嚴仁鴻（小金老師） | 嘉義縣表演藝術中心 |
| 柔琴似水II | 2022年5月28日  | 王文志、陳有豐、蘇軒賓、莊謦瑋 | 嚴仁鴻（小金老師） | 嘉義縣表演藝術中心 |

### 布袋戲電視廣告
| 電視廣告名稱                                      | 首播時間   |
| ------------------------------------------------- | ---------- |
| 新光三越「這夏來玩偶」                            | 2013年5月  |
| 放心就業 "嘉"年華，雲嘉南地區職訓暨就業博覽會宣傳 | 2013年9月  |
| 張國周強胃散廣告國語版(神奪之戰篇 )               | 2016年8月  |
| 張國周強胃散廣告客語版(交際應酬篇)                | 2016年8月  |
| 張國周強胃散廣告台語版(顧胃篇)                    | 2016年8月  |
| 交通部觀光局行銷台灣觀光宣傳廣告(歐洲版)          | 2017年3月  |
| 阿里山神木下的婚禮                                | 2019年10月 |
| 嘉義縣政府防範一氧化碳中毒宣導廣告                | 2020年12月 |
| 嘉義縣表演藝術中心園區燈光改建宣傳廣告            | 2022年11月 |
| 文化部藝文定型化應記載事項宣傳廣告                | 2024年7月  |

## 著作
- 2013年 6月《玩藝布袋戲—七個玩家變達人的創意狂想》，龍時代出版，ISBN 9789868908383
- 2014年 7月《創藝布袋戲》，龍時代出版，ISBN 9789865755096
- 2014年 7月《神之曲：創藝木偶幻境錄》，龍時代出版，ISBN 9789865755102，共同作者:孫漢強、吳政霖
- 2017年 7月《春雨：布袋戲音樂劇合輯》，三昧堂出版，ISBN 9789869515504
- 2018年 4月《柔琴似水：布袋戲音樂劇合輯》，三昧堂出版，ISBN 9789869515511
- 2018年 9月《龍鳳奇緣：布袋戲音樂劇合輯》，三昧堂創意木偶團隊著，三昧堂出版，ISBN 9789869515528
- 2019年 9月《圓：布袋戲音樂劇合輯》，三昧堂創意木偶團隊著，三昧堂出版，ISBN 9789869515542
- 2019年 9月《傳藝布袋戲：台灣手作木偶工藝 造型篇》，三昧堂創意木偶團隊著，三昧堂出版，ISBN 9789869515535，共同作者：文藻外語大學「布袋戲在地國際化團隊」
- 2020年 9月《掛帥北征：布袋戲音樂劇合輯》，三昧堂創意木偶團隊著，三昧堂出版，ISBN 9789869515559
- 2021年12月《傳藝布袋戲：台灣手作木偶工藝 偶衣篇》，三昧堂創意木偶團隊著，三昧堂出版, ISBN 9789869515566，共同作者：文藻外語大學「布袋戲在地國際化團隊」
- 2022年 1月《神醫墨浪, 布袋戲音樂劇合輯 》，三昧堂創意木偶團隊著，三昧堂出版, ISBN 9789869515573
- 2022年10月《纏藝布袋戲：台灣手作木偶工藝 春仔花篇》，三昧堂創意木偶團隊著，三昧堂出版, ISBN 9789869515580，共同作者：鹿港春仔花 施麗梅
- 2023年 9月《公孫長歌, 布袋戲音樂劇合輯 》，三昧堂創意木偶團隊著，三昧堂出版, ISBN 9786269764600
- 2023年 9月《你講我攏無寫詩予你 》，邱嘉琪著，三昧堂出版, ISBN 9789869515597
- 2024年 9月《柔琴似水II 希望, 布袋戲音樂劇合輯 》，三昧堂創意木偶團隊著，三昧堂出版, ISBN  9786269764617

## 外部連結
- 三昧堂官方網站  （页面存档备份，存于）
- 三昧堂創意木偶團隊的Facebook專頁
- 小金老師PChome新聞台（页面存档备份，存于）
- 三昧堂YT頻道 （页面存档备份，存于）